# Anto Drobnjak
Anto Drobnjak (* 21. září 1968 Bijelo Polje) je bývalý jugoslávský a černohorský fotbalista.

## Reprezentační kariéra
Anto Drobnjak odehrál za jugoslávský národní tým v letech 1996–1998 celkem 6 reprezentačních utkání a vstřelil v nich 2 góly.

## Statistiky
| SR Jugoslávie | SR Jugoslávie | SR Jugoslávie |
| Roky          | Zápasů        | Gólů          |
| ------------- | ------------- | ------------- |
| 1996          | 1             | 0             |
| 1997          | 2             | 1             |
| 1998          | 3             | 1             |
| Celkem        | 6             | 2             |